# Templo do Calvário
O Templo do Calvário (em inglês:  Calvary Temple) é uma megaigreja cristã, evangélica não denominacional em Hyderabad, na Índia. Seu pastor é Satish Kumar desde sua fundação em 2005. Em 2018, ele tinha 330.000 membros.

## História
A Igreja foi fundada em 5 de junho de 2005 em Hyderabad (Telanganá) com o pastor Satish Kumar e 25 pessoas. Em 2012, a Igreja começa a construção de um prédio incluindo um auditório com 18.000 lugares.  Após 52 dias, foi inaugurado em 1º de janeiro de 2013.   Então a igreja cresceu de 80.000 pessoas em 2013, para 195.000 em 2018. 
Em 2020, a igreja teria 330.000 pessoas e 8 locais de culto. 